# Inquisición literaria
El término inquisición literaria ( wénzìyù "encarcelamiento a causa de escritos") (o crimen del habla Chino:以言入罪) hace referencia a la persecución oficial de los intelectuales a causa de sus escritos durante la China Imperial. La práctica del wénzìyù tuvo lugar durante cada una de las dinastías que gobernó China, si bien durante la Qing esta práctica fue especialmente utilizada. Las persecuciones podían estar originadas en una frase o palabra que el gobernador consideraba ofensiva. Algunas de las persecuciones se debían al tabú del nombre. En un caso serio, no solo era asesinado el escritor, sino también su familia inmediata y extendida.